# Hippolyte Rolle
Pour les articles homonymes, voir Rolle.
Jacques Hippolyte Rolle (Dijon, 8 juin 1799 - Paris, 14 mars 1883) est un journaliste français.

## Biographie
Né le 8 juin 1799 à Dijon, ancien élève de l'École royale des chartes (promotion 1822), Hippolyte Rolle est notamment bibliothécaire en chef de la ville de Paris, avant de collaborer à divers journaux, comme Le National.
Il meurt le 14 mars 1883 à Paris.